# Черварезе Санта Кроче
Черварезе Санта Кроче је насеље у Италији у округу Падова, региону Венето.
Према процени из 2011. у насељу је живело 1026 становника. Насеље се налази на надморској висини од 19 м.

## Становништво
Према резултатима пописа становништва 2011. у општини је живело 5.698 становника.
| 1951. | 1961. | 1971. | 1981. | 1991. | 2001. | 2011. |
| ----- | ----- | ----- | ----- | ----- | ----- | ----- |
| 4.176 | 3.717 | 4.005 | 4.221 | 4.343 | 4.725 | 5.698 |